# Nedubroviidae
Nedubroviidae — вимерла родина скорпіонових мух, що існувала існувала на межі перму та тріасу (254—252 млн років тому). Викопні рештки представників родини знайдені в Росії.

## Опис
Невеликі комахи (довжина крила 3-5 мм). Ротовий апарат був у вигляді короткого хоботка.

## Види
- Nedubrovia
  - Nedubrovia deformis Bashkuev 2011
  - Nedubrovia evenkiana Bashkuev 2013
  - Nedubrovia mostovskii Novokshonov et al. 2004
  - Nedubrovia shcherbakovi Bashkuev 2011
- Paranedubrovia
  - Paranedubrovia minutissima Bashkuev 2011
  - Paranedubrovia novokshonovi Bashkuev 2011